# Anoxi
Anoxi innebär kraftigt reducerande förhållanden, där det inte finns något fritt syre tillgängligt för olika redox-reaktioner. Vid pH 7 inträffar anoxi när pE-värdet understiger 2. Om pE-värdet överstiger 2 (vid pH 7) blir förhållandena inte fullt så reducerande, och då kallas det istället för suboxi.
Vid anoxi reduceras sulfat till sulfid, och ibland kan till och med fosfat reduceras till fosfin. Sulfiden kan sedan reagera med lösta metalljoner, och fällas ut till exempelvis pyrit.
Anoxi används ibland som synonym till både hypoxi och suboxi, vilket emellertid är en felaktig användning av begreppet.